# Гипподрако
Гипподрако (лат. Hippodraco) — род растительноядных птицетазовых динозавров из клады Styracosterna инфраотряда орнитопод (Ornithopoda). Жили во времена раннемеловой эпохи (130,0—122,5 млн лет назад) на территории современных США. Включает один вид — Hippodraco scutodens.
Ископаемые остатки гипподрако были обнаружены в 2004 году и описаны в 2010 году Эндрю Т. Макдональдом, Джеймсом И. Киркландом, Дональдом Д. ДеБлуа, Скоттом К. Мэдсеном, Дженнифером Кевином, Милнером и Лукасом Панцарини как принадлежащие новому виду и роду.
Голотип UMNH VP 20208 найден на территории штата Юта в формации Сидар-Маунтин, которая датируется аптом — барремом. Он состоит из неполного черепа, зубов с зубной кости, шейных и спинных позвонков, левой седалищной кости, правой лопатки, правой плечевой кости, правых бедренной и большеберцовой костей, а также костей левой стопы (таранная, пяточная и плюсневая). Длина тела животного составляла 4,5 метра.
Согласно кладистическому анализу, гипподрако является базальным родом клады Styracosterna и сестринской группой рода Theiopythalia.